# Arlo Landolt
Arlo Udell Landolt (né le 29 septembre 1935 à Highland (Illinois) et mort le 21 janvier 2022) est un astronome américain. 

## Biographie
Arlo Landolt est diplômé de la Highland High School en 1952. Il reçut son Ph.D. en 1962 de l'université de l'Indiana.
Il travailla principalement en photométrie et publia plusieurs listes largement utilisées,, d'étoiles standard. En 1995, il reçut le prix George Van Biesbroeck de l'American Astronomical Society. Landolt fut le premier à découvrir une naine blanche à pulsations quand il remarqua en 1965 et en 1966 que la luminosité de HL Tau 76 variait sur une période d'environ 12,5 minutes. L'astéroïde (15072) Landolt porte son nom.